# Пташицький Іван Львович
Іван Львович Пташицький (1854-1912) — математик, доктор чистої математики, професор Санкт-Петербурзького університету. Молодший брат філолога Станіслава Пташицького . Член Санкт-Петербурзького математичного товариства.

## Життєпис
Народився 4 июня 1854 года у Волинській губернії. У 1872 році із золотою медаллю закінчив Віленську 1-ю гімназію і вступив на фізико-математичний факультет Санкт-Петербурзького університету, який закінчив у 1876 році.
В 1881 був удостоєний ступеня магістра, в 1881 - ступеня доктора. З 1880 по 1890 р. перебував викладачем Петергофської прогімназії, з 1882 по 1897 р.р. приват-доцентом Санкт-Петербурзького університету .
З 1890 читав вищу математику в Михайлівській артилерійській академії . У 1897 році був призначений екстраординарним професором Санкт-Петербурзького університету.
Помер 4 февраля 1912 года у Санкт-Петербурзі.

## Праці
- Про інтегрування у кінцевому вигляді ірраціональних диференціалів : Міркування І. Пташицького, представ. у С.-Петерб. ун-т отримання степ. магістра математики Санкт-Петербург : тип. Імп. Акад. наук, 1881
- Про розкладання до ряду Маклорена деяких функцій з багатьма змінними / [Соч.] І. Пташицького Харків : Унів. тип., 1884
- Про інтегрування в кінцевому вигляді еліптичних диференціалів : Міркування І. Пташицького Санкт-Петербург : тип. Акад. наук, 1888
- Курс аналітичної геометрії : Лекції прив.-доц. І.Л. Пташицького/С.-Петерб. ун-т Санкт-Петербург : вид. студ. А.Р. Грас, 1896
- Курс аналітичної геометрії : Лекції прив.-доц. І.Л. Пташицького/С.-Петерб. ун-т Санкт-Петербург : вид. студ. Я.Ф. Ротарського, 1898
- Іван Федоров : Видання Острож. біблії у зв'язку з новими даними про послід. роках його життя/С.Л. Пташицький Санкт-Петербург : т-во Р. Голіке та А. Вільборг, 1903
- Аналітична геометрія : За лекціями проф. Пташицького / Упоряд. студ. В. Комаров [Санкт-Петербург] : літ. Богданова, 1906
- Програми інтегрального обчислення до геометрії : За лекціями проф. І.Л. Пташицького [Санкт-Петербург] : Вид. кому. при фіз.-мат. фак. Спб. ун-ту, 1909
- Еліптичні функції : За лекціями проф. І.Л. Пташицького Санкт-Петербург : Вид. Ком. при Фіз.-мат. фак. С.-Петерб. ун-ту, 1911